# Osservatorio astronomico di Andrušivka
L'osservatorio astronomico di Andrušivka (in ucraino: Андрушівська астрономічна обсерваторія, trasl. Andrušivs′ka astronomična observatorija) è un osservatorio astronomico ucraino situato nel comune di Andrušivka alle coordinate 50°00′02.09″N 28°59′50.28″E a 214 m s.l.m.; è l'unico osservatorio privato del paese. Il suo codice MPC è A50 Andrushivka Astronomical Observatory. L'osservatorio è stato battezzato Липневий ранок (trasl. Lypnevyj ranok, ovvero Mattina di luglio) con riferimento alla canzone July Morning degli Uriah Heep che è tra le preferite dal fondatore dell'osservatorio.
Il Minor Planet Center gli accredita la scoperta di centoventitré asteroidi effettuate tra il 2003 e il 2010.
| 117240 Zhytomyr         | 19 settembre 2004 |
| 133293 Andrushivka      | 18 settembre 2003 |
| (152217) 2005 RR22      | 10 settembre 2005 |
| 155116 Verkhivnya       | 8 ottobre 2005    |
| 159011 Radomyshl        | 7 ottobre 2004    |
| 159181 Berdychiv        | 29 ottobre 2005   |
| 161962 Galchyn          | 27 aprile 2007    |
| 175636 Zvyagel          | 17 ottobre 2007   |
| 177982 Popilnia         | 17 agosto 2006    |
| 181249 Tkachenko        | 30 ottobre 2005   |
| 185250 Korostyshiv      | 17 ottobre 2006   |
| 190026 Iskorosten       | 16 agosto 2004    |
| 199986 Chervone         | 9 maggio 2007     |
| 202778 Dmytria          | 16 ottobre 2007   |
| 207585 Lubar            | 17 agosto 2006    |
| 207653 Anatolymokrenko  | 18 luglio 2007    |
| 207695 Olgakopyl        | 8 settembre 2007  |
| 207899 Grinmalia        | 21 ottobre 2008   |
| 212465 Goroshky         | 23 agosto 2006    |
| 212723 Klitschko        | 14 settembre 2007 |
| 214487 Baranivka        | 29 ottobre 2005   |
| 216451 Irsha            | 19 aprile 2009    |
| 216910 Vnukov           | 13 maggio 2009    |
| 217420 Olevsk           | 31 agosto 2005    |
| 220418 Golovyno         | 23 settembre 2003 |
| 221073 Ovruch           | 23 settembre 2005 |
| 226858 Ivanpuluj        | 8 ottobre 2004    |
| 227326 Narodychi        | 11 ottobre 2005   |
| 235615 Rosromkondratyuk | 13 agosto 2004    |
| 239307 Kruchynenko      | 24 agosto 2007    |
| 240381 Emilchyne        | 29 settembre 2003 |
| 241192 Pulyny           | 21 settembre 2007 |
| 241538 Chudniv          | 10 marzo 2010     |
| 243204 Kubanchoria      | 16 ottobre 2007   |
| 245890 Krynychenka      | 25 agosto 2006    |
| 246132 Lugyny           | 9 luglio 2007     |
| 246164 Zdvyzhensk       | 22 agosto 2007    |
| 251001 Sluch            | 28 luglio 2006    |
| 251018 Liubirena        | 16 agosto 2006    |
| 251449 Olexakorol'      | 11 febbraio 2008  |
| 253536 Tymchenko        | 22 settembre 2003 |
| 261291 Fucecchio        | 31 ottobre 2005   |
| 262418 Samofalov        | 17 ottobre 2006   |
| 269245 Catastini        | 27 agosto 2008    |
| 269251 Kolomna          | 26 agosto 2008    |
| 269252 Bogdanstupka     | 27 agosto 2008    |
| 274300 UNESCO           | 25 agosto 2008    |
| 274301 Wikipedia        | 25 agosto 2008    |
| 274333 Voznyukigor      | 2 settembre 2008  |
| 274334 Kyivplaniy       | 3 settembre 2008  |
| 274843 Mykhailopetrenko | 24 agosto 2009    |
| 275225 Kotarbinski      | 20 novembre 2009  |
| 278386 Sofivanna        | 13 luglio 2007    |
| 278609 Avrudenko        | 5 agosto 2008     |
| 278645 Kontsevych       | 4 settembre 2008  |
| 281459 Kyrylenko        | 27 settembre 2008 |
| 287875 Pavlokorsun      | 29 settembre 2003 |
| 290127 Linakostenko     | 29 agosto 2005    |
| 291855 Calabròcorrado   | 28 luglio 2006    |
| 291923 Kuzmaskryabin    | 16 agosto 2006    |
| 293707 Govoradloanatoly | 16 agosto 2007    |
| 294814 Nataliakidalova  | 11 febbraio 2008  |
| 295492 Adrianprakhov    | 5 settembre 2008  |
| 295841 Gorbulin         | 7 novembre 2008   |
| 296987 Piotrflin        | 11 marzo 2010     |
| 300932 Kyslyuk          | 11 febbraio 2008  |
| 302932 Francoballoni    | 29 settembre 2003 |
| 315276 Yurigradovsky    | 1º ottobre 2007   |
| 316084 Mykolapokropyvny | 26 maggio 2009    |
| 318794 Uglia            | 25 settembre 2005 |
| 325368 Ihorhuk          | 25 agosto 2008    |
| 332084 Vasyakulbeda     | 29 ottobre 2005   |
| 348239 Societadante     | 20 settembre 2004 |
| 399673 Kadenyuk         | 19 settembre 2004 |

## Storia
La costruzione dell'osservatorio nasce su iniziativa personale di Jurij Mykolajovyč Ivaščenko nel 1998 con il riutilizzo di una cupola Zeiss di 8 metri che giaceva inutilizzata nei magazzini dell'osservatorio astronomico dell'Accademia Nazionale delle Scienze. L'inaugurazione avviene il 12 aprile 2001 quando entra in funzione il telescopio Zeiss-600 recuperato dall'osservatorio Terskol in Russia, come parte dei beni statali che dopo la dissoluzione dell'Unione Sovietica erano stati assegnati all'Ucraina.
Nel 2005 l'osservatorio è stato dotato di una seconda cupola per ospitare un telescopio da 60 cm.